# 바바오야
바바오야(중국어 간체자: 八宝鸭, 정체자: 八寶鴨, 병음: bābǎo yā, 한자음: 팔보압) 또는 빳빠우앗(상하이어: paq7-pau5-aq7)은 여덟 가지 재료로 속을 채운 오리고기 요리이다. 상하이 요리의 하나이다.

## 같이 보기
- 밧보우압